# Richard Kulenkamp
Richard Kulenkamp (* 8. Januar 1885 in Oberaula; † 1950) war ein deutscher Jurist. Er war von 1933 bis 1944 Präsident des Oberlandesgerichtes Stettin und von 1944 bis 1945 Präsident des Oberlandesgerichtes Braunschweig.

## Leben
Kulenkamp studierte Rechtswissenschaften und wurde 1911 Gerichtsassessor. Im Jahr 1921 wurde er Landgerichtsrat und 1927 zugleich Amtsgerichtsrat. Er stieg 1928 zum Landgerichtsdirektor in Kassel auf. Danach trat er zum 1. August 1932 in die NSDAP ein (Mitgliedsnummer 1.261.648) und wurde am 1. Juli 1933 zum Präsidenten des Landgerichtes Marburg ernannt.
Schon einen Monat später erfolgte am 1. August 1933 die Ernennung zum Präsidenten des Oberlandesgerichtes Stettin in Preußen. Am 1. Juli 1944 wurde er als Präsident zum Oberlandesgericht Braunschweig versetzt. Diese Tätigkeit übte er aktiv bis Dezember 1944 aus, ließ sich dann beurlauben und am 1. April 1945 in den Ruhestand versetzen.
Der Entnazifizierungsausschuss für die Justiz stufte ihn 1946 in die Kategorie III, also als Minderbelasteten, ein.